# تگزاس ۳۵۳۵۲
سیارک ۳۵۳۵۲ (به انگلیسی: 35352 Texas، نامگذاری:1997PD2) سی و پنج هزار و سیصد و پنجاه و دومین سیارک کشف شده‌است که در ۷ اوت ۱۹۹۷ کشف شد.